# Magic (álbum de Axel Rudi Pell)
Magic es el sexto álbum de estudio de la agrupación alemana de heavy metal Axel Rudi Pell, publicado en 1997 por Steamhammer Records y producido por Axel Rudi Pell. Es el último disco del grupo en el que participan los músicos Jeff Scott Soto y Christian Wolff.

## Lista de canciones
1. "Swamp Castle Overture" (Intro)
2. "Nightmare"
3. "Playing With Fire"
4. "Magic"
5. "Turned to Stone"
6. "The Clown is Dead"
7. "Prisoners of the Sea"
8. "Light in the Sky"
9. "The Eyes of the Lost"
10. "Total Eclipse (Opus #2, Allegro E Andante)" (Bonus Track)

## Créditos
- Axel Rudi Pell – guitarra
- Jeff Scott Soto – voz
- Christian Wolff – teclados
- Volker Krawczak – bajo
- Jörg Michael – batería